# Цахилова, Земфира Аврамовна
Земфи́ра Авра́мовна Цахи́лова (осет. Цъæхилты Аврамы чызг Земфирæ; род. 24 апреля 1943, Алагир, Северо-Осетинская АССР, РСФСР, СССР) — советская и российская актриса
 театра и кино, педагог. Член Правления Центрального дома работников искусств. Заслуженная артистка Северо-Осетинской АССР и Заслуженный деятель искусств Республика Северная Осетия-Алания.

## Биография
Родилась в городе Алагире, в Северной Осетии.
В 1966 году окончила Театральное училище им. Б. В. Щукина (курс Б. Е. Захавы и А. И. Борисова). Во время учёбы играла в театре Вахтангова. Затем работала в Театр имени Моссовета. В конце 60-х годов в коллективе театра наряду с Вадимом Бероевым и Татьяной Бестаевой входила в так называемый «осетинский кишлак» — группу молодых, но уже очень популярных артистов.
В 70-х годах покинула театр, целиком уйдя в кинематограф. С 1966-го по 1982-й сыграла более 30 ролей в советских кинокартинах.
Роль в фильме «Почему ты молчишь?» Гасана Сеидбейли киностудии Азербайджанской ССР, предопределила амплуа актрисы — в дальнейшем её стали часто приглашать на роли красавиц, представительниц южных и восточных народов: так, её героинями были молдаванка, азербайджанка, грузинка, таджичка, румынка, осетинка, а также француженка и в фильме Капитан Немо — индианка.
В 1993-м году основала центр «Катюша», некоммерческое образовательное учреждение для детей с 4-х до 17 лет.

Талантливая, темпераментная, потрясающе красивая— Владимир Долинский

## Семья
- Муж — доктор экономических наук и предприниматель Г. Н. Цаголов
- Двое сыновей и дочь[2].

## Фильмография
- 1966 — Следствие продолжается — Мустафаева, лейтенант милиции
- 1966 — Почему ты молчишь? — Сурейя
- 1966 — Два билета на дневной сеанс — Тоня, журналистка
- 1967 — Человек бросает якорь — Адиля
- 1968 — Жил человек — Маро
- 1969 — Десять зим за одно лето — Санда
- 1970 — Последний снег — Чабахан Басиева
- 1970 — Взрыв замедленного действия — Конкордия
- 1971 — Красная метель — Текла Кожокару
- 1972 — Пропавшая грамота — Одарка / баронесса Лихтенберг
- 1972 — Последний гайдук — Вероника
- 1973 — Когда человек улыбнулся — Инга
- 1975 — Среди лета — Мария
- 1975 — Капитан Немо — жена Немо
- 1977 — Встреча проездом (короткометражный) — Заира
- 1977 — Скажи, что любишь меня! — Земфира-ханум
- 1978 — Под созвездием Близнецов — Татьяна Владимировна
- 1981 — Послезавтра, в полночь — Эльмира Агабекова
- 1982 — Грачи — Вера Загоруйко
- 1983 — Внезапный выброс
- 1985 — Говорящий родник — Гульсара
- 1986 — Дополнительный прибывает на второй путь — Абдуллаева
- 2016 — Соврёшь — умрёшь — Евгения Петровна

## Награды и звания
- Орден «Слава Осетии»
- Медаль «В память 850-летия Москвы»
- Заслуженная артистка Северо-Осетинской АССР
- Заслуженный деятель искусств Республика Северная Осетия-Алания
- Благодарность Министра культуры и массовых коммуникаций Российской Федерации (21 декабря 2004 года) — за сохранение и приумножение лучших традиций отечественной культуры и в связи с 75-летием Центрального Дома работников искусств[3]
- Почётная грамота Московской городской думы (11 сентября 2013 года) — за заслуги перед городским сообществом[4]